# Новомедведевська сільська рада
Новомедве́девська сільська рада (рос. Новомедведевский сельский совет) — муніципальне утворення у складі Ілішевського району Башкортостану, Росія. Адміністративний центр — присілок Новомедведево.

## Населення
Населення — 1115 осіб (2019, 1361 у 2010, 1519 у 2002).

## Склад
До складу поселення входять такі населені пункти:
| Населений пункт          | Населення, осіб (2002) | Населення, осіб (2010) |
| ------------------------ | ---------------------- | ---------------------- |
| Груздевка, присілок      | 232                    | 233                    |
| Красноярово, присілок    | 214                    | 185                    |
| Новомедведево, присілок  | 325                    | 259                    |
| Старобіктово, присілок   | 66                     | 63                     |
| Старокиргизово, село     | 508                    | 439                    |
| Старомедведево, присілок | 16                     | 0                      |
| Старохазіно, присілок    | 1                      | -                      |
| Уяндиково, присілок      | 157                    | 182                    |